# Castelnuovo di Val di Cecina
Castelnuovo di Val di Cecina és un municipi situat al territori de la província de Pisa, a la regió de la Toscana, (Itàlia).
Castelnuovo di Val di Cecina limita amb els municipis de Casole d'Elsa, Monterotondo Marittimo, Montieri, Pomarance i Radicondoli.

## Galeria

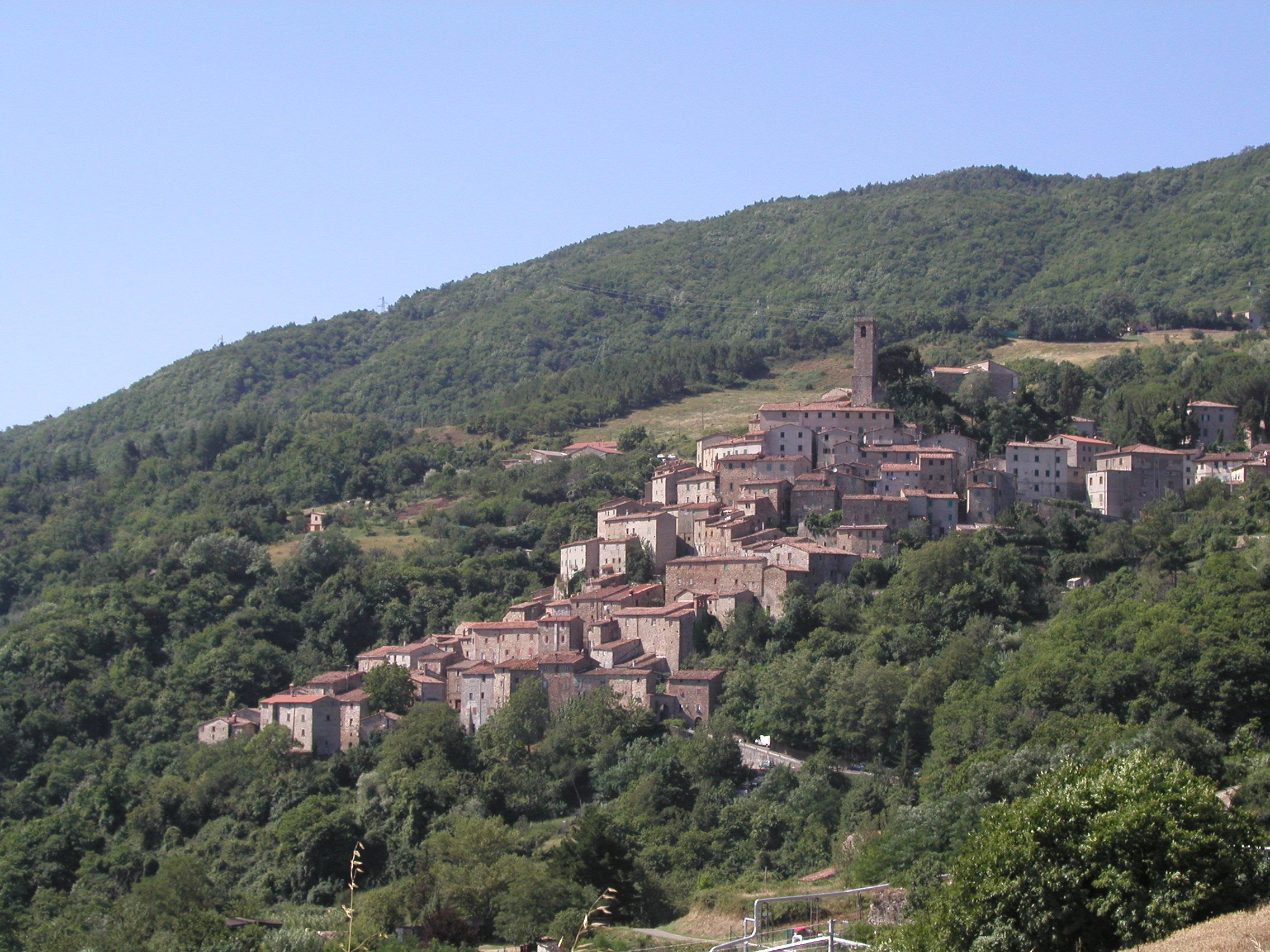
Vista del municipi
Localització del municipi a la prov. de Pisa